# Acacia maconochieana
Acacia maconochieana är en ärtväxtart som beskrevs av Leslie Pedley. Acacia maconochieana ingår i släktet akacior, och familjen ärtväxter. Inga underarter finns listade i Catalogue of Life.